# L'ora legale
Pour plus de détails, voir Fiche technique et Distribution.
L'ora legale (« L'heure d'été ») est une comédie italienne réalisée par le duo comique Ficarra et Picone, sortie le 19 janvier 2017.

## Synopsis
À Pietrammare, village sicilien imaginaire, tous les habitants s'enthousiasment pour l'élection du nouveau maire et du nouveau conseil municipal. Depuis des années, le village vit sous la direction du maire corrompu Gaetano Patanè, le favori des sondages. Face à lui se présente Pierpaolo Natoli, un professeur de 50 ans, nouveau venu dans la politique plein de bonnes intentions, prêt à en finir avec la corruption et le mauvais état de la ville.
Salvatore et Valentino, les deux beaux-frères de Natoli, propriétaires d'un café prospère sur la place de la ville, soutiennent chacun un des deux candidats en espérant obtenir d'eux des faveurs qui leur permettraient d'agrandir leur commerce. Les habitants du village, quant à eux, vivent dans les ornières, les crottes de chiens, les amoncellements de poubelles et dans un état de désordre et d'illégalité permanent dû au laxisme et à l'inaction du maire en place depuis des années, sous la bénédiction de Don Raffaele, prêtre aussi corrompu que le maire. Exaspérés par la situation et souhaitant le changement, ils élisent avec enthousiasme Pierpaolo Natoli. Celui-ci met alors en place des politiques radicales contre les mauvaises habitudes, refuse brutalement tout favoritisme, impose le tri des déchets, construit une piste cyclable, remet au travail les fonctionnaires, met des amendes à tous les contrevenants et ordonne la destruction des maisons construites sans permis.
Mais les habitants, longtemps habitués au désordre, commencent à s'exaspérer de ces nouvelles lois.

## Fiche technique
- Genre : Comédie

## Distribution
- Salvatore Ficarra : Salvatore, le beau-frère opportuniste du maire
- Valentino Picone : Valentino, le beau-frère honnête du maire
- Vincenzo Amato : Pierpaolo Natoli, le nouveau maire, professeur
- Tony Sperandeo : Gaetano Patanè, l'ancien maire corrompu
- Leo Gullotta : Don Raffaele, le prêtre
- Sergio Friscia : Gianni, le vigile
- Antonio Catania : Michele, le vigile
- Gaetano Bruno : Gaetano, le carabinier
- Eleonora De Luca : Betty Natoli, la fille du nouveau maire, guitariste
- Ersilia Lombardo : Francesca Natoli, la femme du nouveau maire
- Francesco Benigno : Vittorio, l'homme du parking
- Alessandro Roja : le politicien de Rome
- Vincenzo Ferrera : l'ouvrier
- Alessandro Ajello : Peppino
- Paride Benassai : Marcello, le restaurateur

## Production
Le tournage a lieu en lieu en 2016 à Termini Imerese en Sicile.

## Box office
Il totalise 10 millions € au box-office italien de 2017.

## Incohérences
- Valentino et Salvatore, lors de plusieurs scènes, téléphonent depuis une cabine publique en utilisant un modèle Rotor (it). Celui-ci est cependant retiré en 2002 au moment de l'introduction de l'euro, et est remplacé par le modèle Digito (it).
- Le film se moque du scandale des travailleurs forestiers de la région de Sicile, quand des dizaines d'entre eux, dont Salvatore, retrouvent du travail dans les bois, après que le nouveau maire ait rétabli l'état de droit. Dans la réalité, les « forestiers » en question sont des travailleurs d'entretien des forêts engagés par les régions et non par la ville et, surtout, dans le film, ils portent par erreur des uniformes du corps forestier d'État, une ancienne force policière de défense de l'environnement, également présente dans quelques unités en Sicile quand elle est devenue une région italienne à statut spécial.